# Sekundærrute 449
Sekundærrute 449 er en sønderjysk landevej mellem Foldingbro i Vejen Kommune og Toftlund i Tønder Kommune. Den passerer gennem Rødding, Brændstrup, Gram og landsbyen Stenderup nord for Toftlund.
Lige syd for Foldingbro passerer landvejen over Kongeåen og på kanten af ådalen lidt syd herfor findes en rasteplads med 2 mindesten; dels en Genforeningssten og dels en mindesten for Haderslev Amts byggeri af denne og 3 andre landeveje over den gamle grænse i årene 1924-1928.
- Broen over Kongeåen
- Mindesten på Dover Rasteplads

## Sekundærrute 449 før i tiden
Sekundærrute 449 har ikke altid set ud som den gør i dag. Før i tiden gik ruten nemlig lige igennem Rødding by hvor den krydsede den anden sekundærrute, 403. Men for at belaste trafikken i Rødding mindst muligt, besluttede man sig for at lukke den gamle indkørsel til byen, lave en ny og mindre og lave et stykke vej, som førte den ud forbi byen til den eksisterende landevej mellem Skodborg og Rødding. Her førte et eksisterende stykke landevej hen til landevejens gamle udkørsel af byen.